# سوزان ستيوارت
سوزان ستيوارت هي مبارزة بالسيف كندية، ولدت في 26 يوليو 1946 في مونتريال في كندا.

## وصلات خارجية
- سوزان ستيوارت على موقع اللجنة الأولمبية الدولية (الإنجليزية)
- سوزان ستيوارت على موقع أوليمبيديا (الإنجليزية)